# Мартін Далін
Ма́ртін Да́лін (швед. Martin Dahlin, нар. 16 квітня 1968, Уддевалла) — шведський футболіст, що грав на позиції нападника.

## Клубна кар'єра
У дорослому футболі дебютував 1987 року виступами за команду клубу «Мальме», в якій провів чотири сезони, взявши участь у 87 матчах чемпіонату. Більшість часу, проведеного у складі «Мальме», був основним гравцем атакувальної ланки команди. У складі «Мальме» був одним з головних бомбардирів команди, маючи середню результативність на рівні 0,52 голу за гру першості.
Своєю грою за цю команду привернув увагу представників тренерського штабу клубу «Боруссія» (Менхенгладбах), до складу якого приєднався 1991 року. Відіграв за менхенгладбаський клуб наступні п'ять сезонів своєї ігрової кар'єри. Граючи у складі «Боруссії» також здебільшого виходив на поле в основному складі команди. В новому клубі був серед найкращих голеодорів, відзначаючись забитим голом в середньому майже у кожній другій грі чемпіонату.
Згодом з 1996 по 1998 рік грав у складі команд клубів «Рома», «Боруссія» (Менхенгладбах) та «Блекберн Роверз».
Завершив професійну ігрову кар'єру у клубі «Гамбург», за команду якого виступав протягом 1998–1999 років.

## Виступи за збірну
1991 року дебютував в офіційних матчах у складі національної збірної Швеції. Протягом кар'єри у національній команді, яка тривала 9 років, провів у формі головної команди країни 60 матчів, забивши 29 голів.
У складі збірної був учасником чемпіонату Європи 1992 року у Швеції, а також чемпіонату світу 1994 року у США, на якому допоміг команді здобути бронзові нагороди.

## Титули та досягнення

### Командні
- Чемпіон Швеції (1):

«Мальме»: 1988
- Володар Кубка Швеції (1):

«Мальме»: 1989
- Володар Кубка Німеччини (1):

«Боруссія» (Менхенгладбах): 1995
- Бронзовий призер чемпіонату світу: 1994

### Особисті
- Найкращий шведський футболіст року (1):

1993